# The Darkest Minds (boekenreeks)
The Darkest Minds is een sciencefictionboekenreeks van de Amerikaanse schrijfster Alexandra Bracken. 
Op 18 december 2012 werd het eerste deel van de trilogie gepubliceerd door Disney Hyperion. De oorspronkelijke titel Black is the Color werd in november 2011 gewijzigd. In oktober 2013 werd deel twee en in oktober 2014 deel drie gepubliceerd. 
Na de oorspronkelijke trilogie volgden nog twee delen in 2015 en 2018. Through the Dark (2015) bevat drie novelles die zich in dezelfde wereld afspelen: In Time, Sparks Rise en Beyond the Night. The Darkest Legacy (2018) vertelt deze maal het verhaal van Zu, die intussen zeventien geworden is.

## Verhaal
In Amerika is in de nabije toekomst 98% van de kinderen gestorven door een virus. De overlevende kinderen ontwikkelden allen bijzondere krachten. Uit angst voor hun krachten worden ze gevangengehouden in zogenaamde rehabilitatiekampen. Ruby Daly, een 16-jarig meisje met heel sterke krachten, weet te ontsnappen en komt zo in contact met enkele andere kinderen die op de vlucht zijn. Samen met Liam, Chubs en Zu gaat ze het gevecht aan met de overheid.

## Publicaties
1. 2012: The Darkest Minds (Nederlands: De overlevenden)
2. 2013: Never Fade (Nederlands: Onvergetelijk)
3. 2014: In the Afterlight (Nederlands: Een onzeker licht)
4. 2015: Through the Dark
5. 2018: The Darkest Legacy (Nederlands: Nagelaten)

## Verfilming
In 2014 verwierf 20th Century Fox de filmrechten van het eerste boek  en in augustus 2018 kwam de filmadaptatie, The Darkest Minds in de bioscopen.